# Naręczak

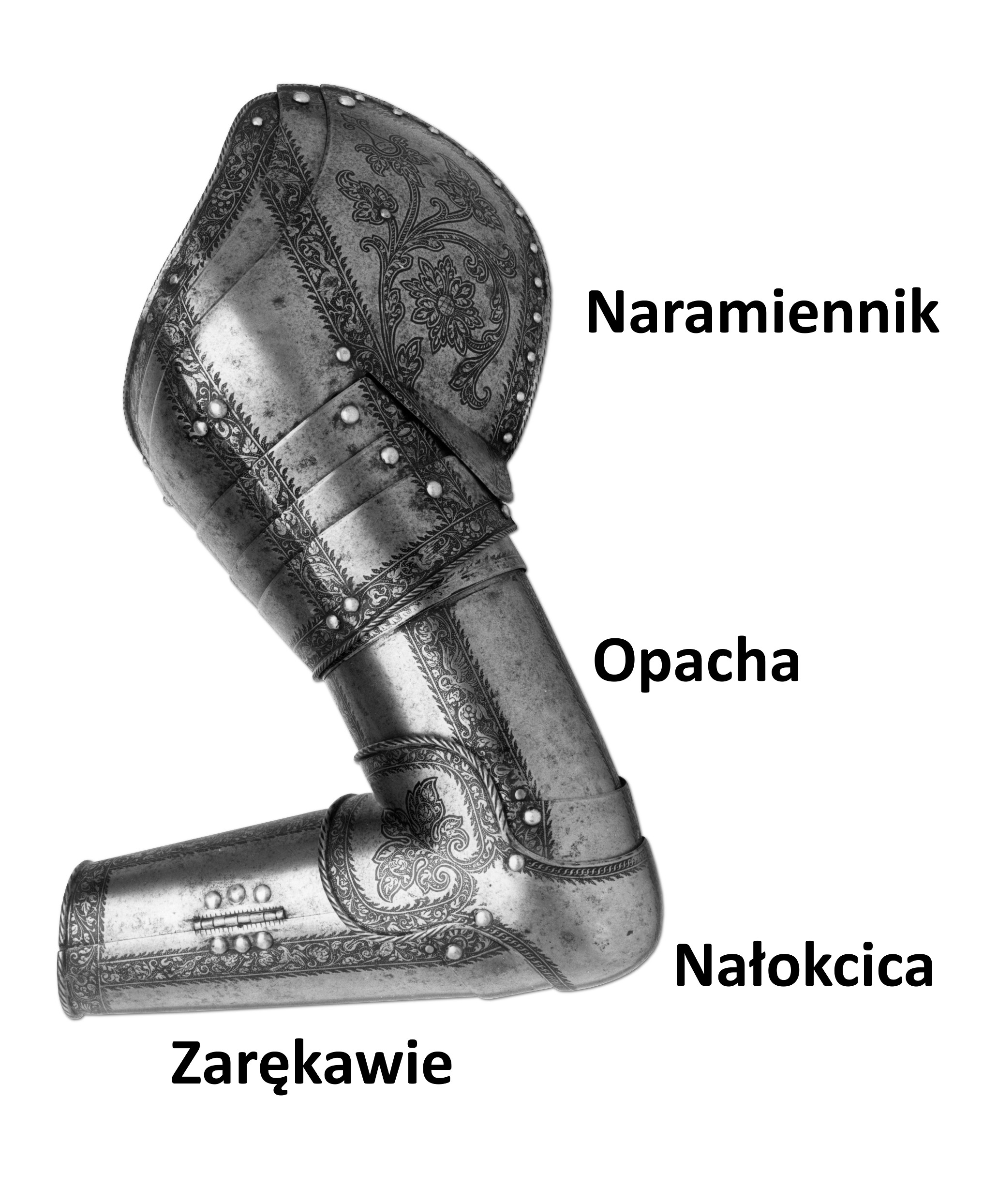
Naręczak, XVI wiek

Naręczak – część zbroi płytowej, służąca do ochrony ręki. Składa się z: naramiennika, opachy, nałokcicy i zarękawia (bez rękawicy).

## Historia
W połowie XIII wieku zaczęto wzmacniać osłonę ramienia w postaci kolczego rękawa płytkami osłaniającymi łokieć, górną i dolną część ramienia.  W latach 1320. pojawiły się już bardziej zaawansowane formy w postaci wklęsłych blach (w kształcie „rynny”) otaczających ramiona, by z początkiem XV wieku przyjąć ostateczną formę w postaci rękawa ze stalowych płyt, jako część pełnej zbroi płytowej. W drugiej połowie XV wieku naręczaki, w postaci „rynien” przymocowanych do przeszywanicy, były częstym uzbrojeniem ochronnym zwykłych żołnierzy, podczas gdy zbroje pełne rycerskie miały opachy i zarękawia w postaci pancernych rur.
Niektóre zbroje turniejowe miały lewy naręczak wykonany z jednego płata blachy. Było to spowodowane tym, że ręka powodująca koniem nie wymagała większej swobody ruchu.

## Części składowe

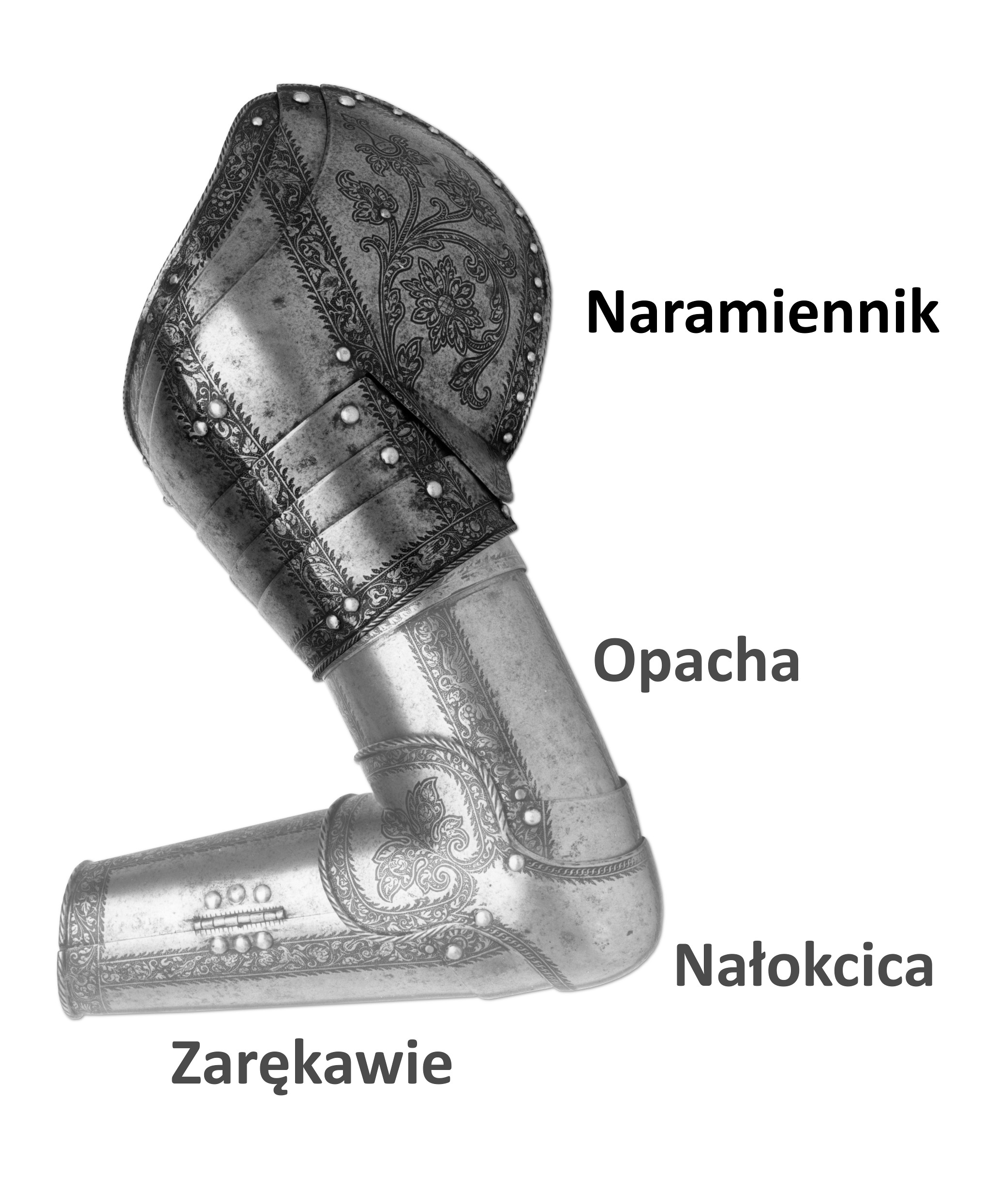
Naramiennik
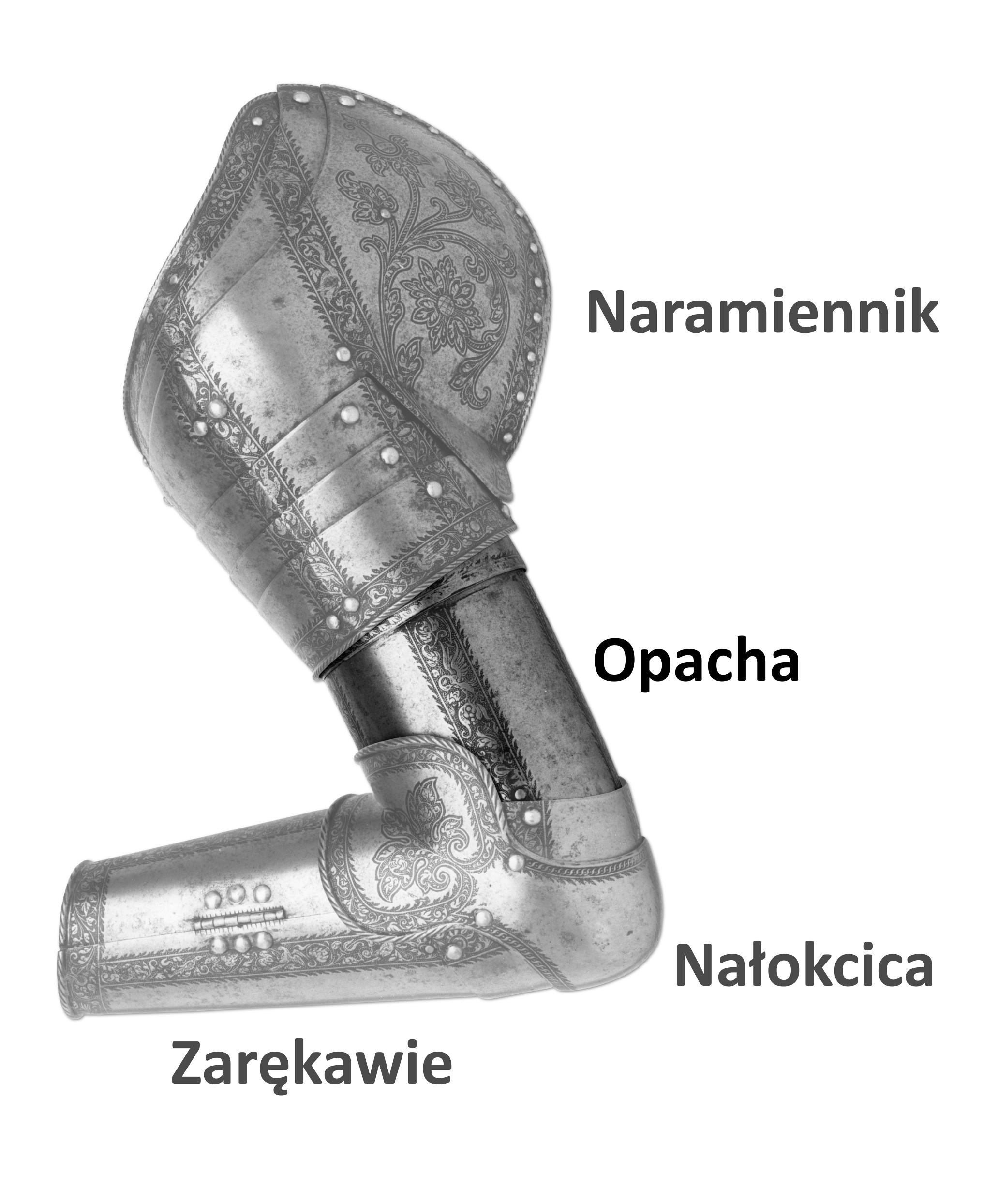
Opacha
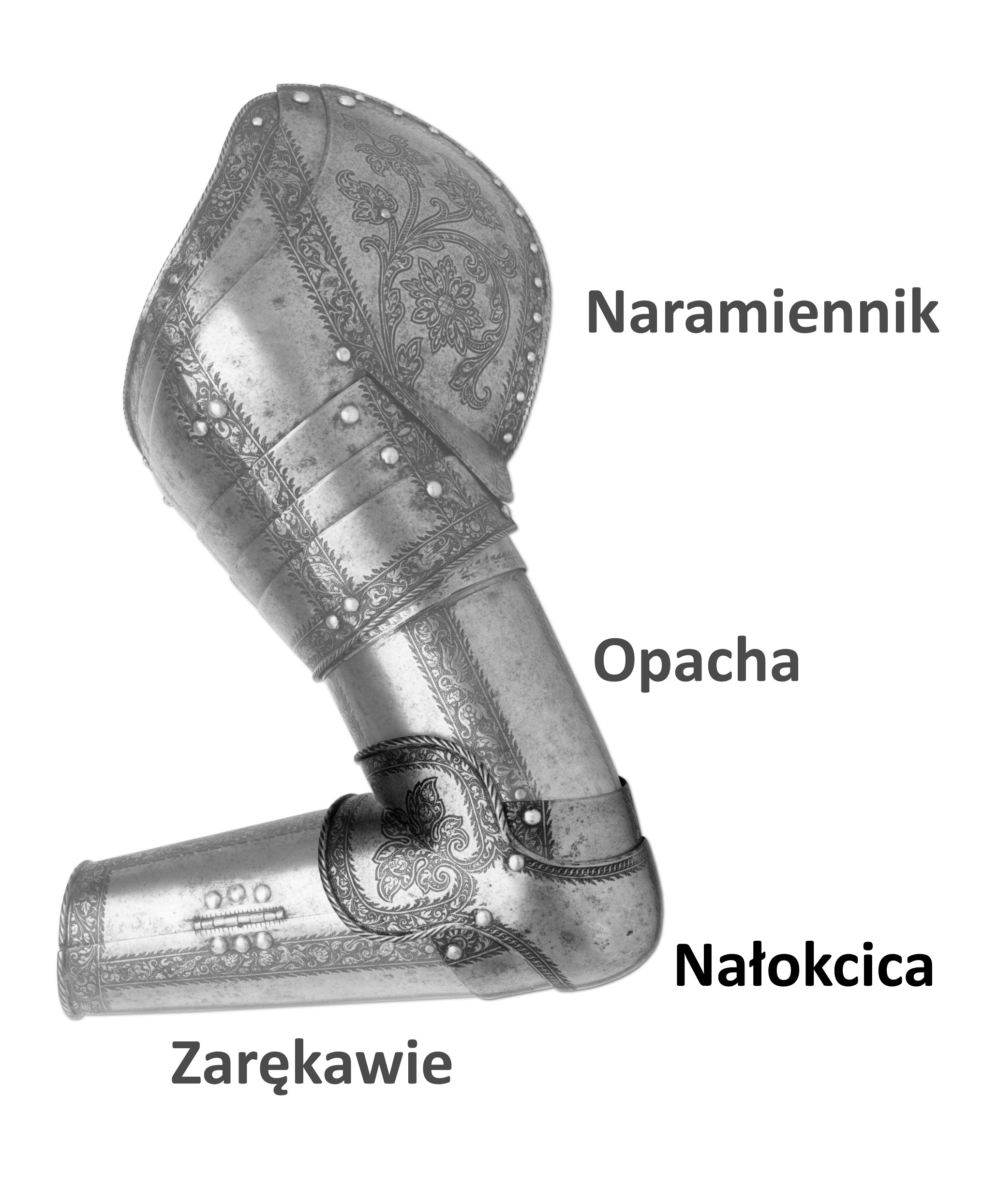
Nałokcica
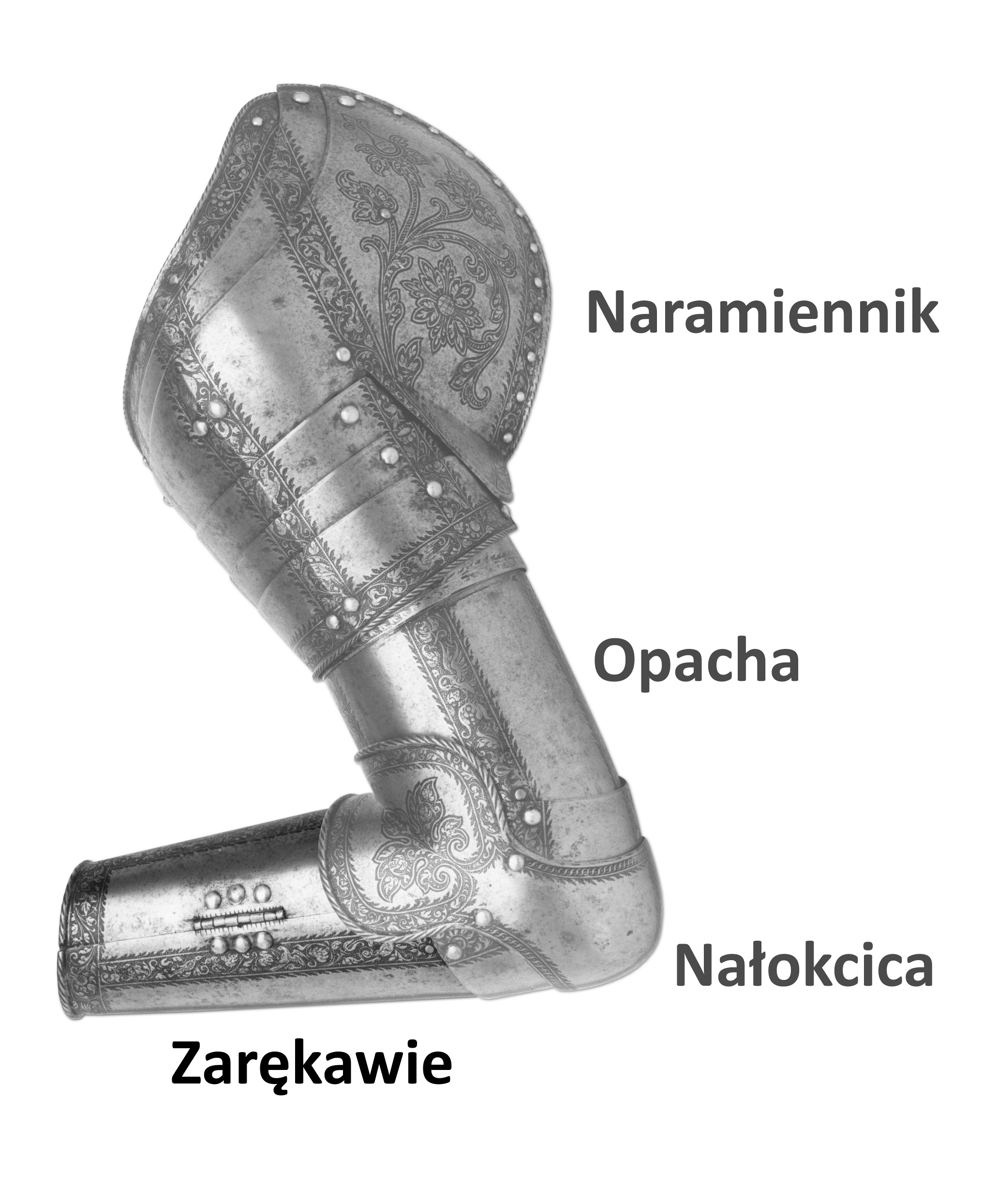
Zarękawie